# Pedicia (Crunobia) spinifera
Pedicia (Crunobia) spinifera is een tweevleugelige uit de familie Pediciidae. De soort komt voor in het Palearctisch gebied.